# Остров Циволько
Остров Циволько — небольшой остров в заливе Петра Великого, расположенный к юго-западу от острова Рикорда и к северо-западу от острова Желтухина.

## История
Остров был впервые нанесён на карту экспедицией подполковника В. М. Бабкина в 1862—1863. Получил название в честь прапорщика А. К. Цивольки, участника экспедиции П. К. Пахтусова по исследованию Новой Земли.

## География

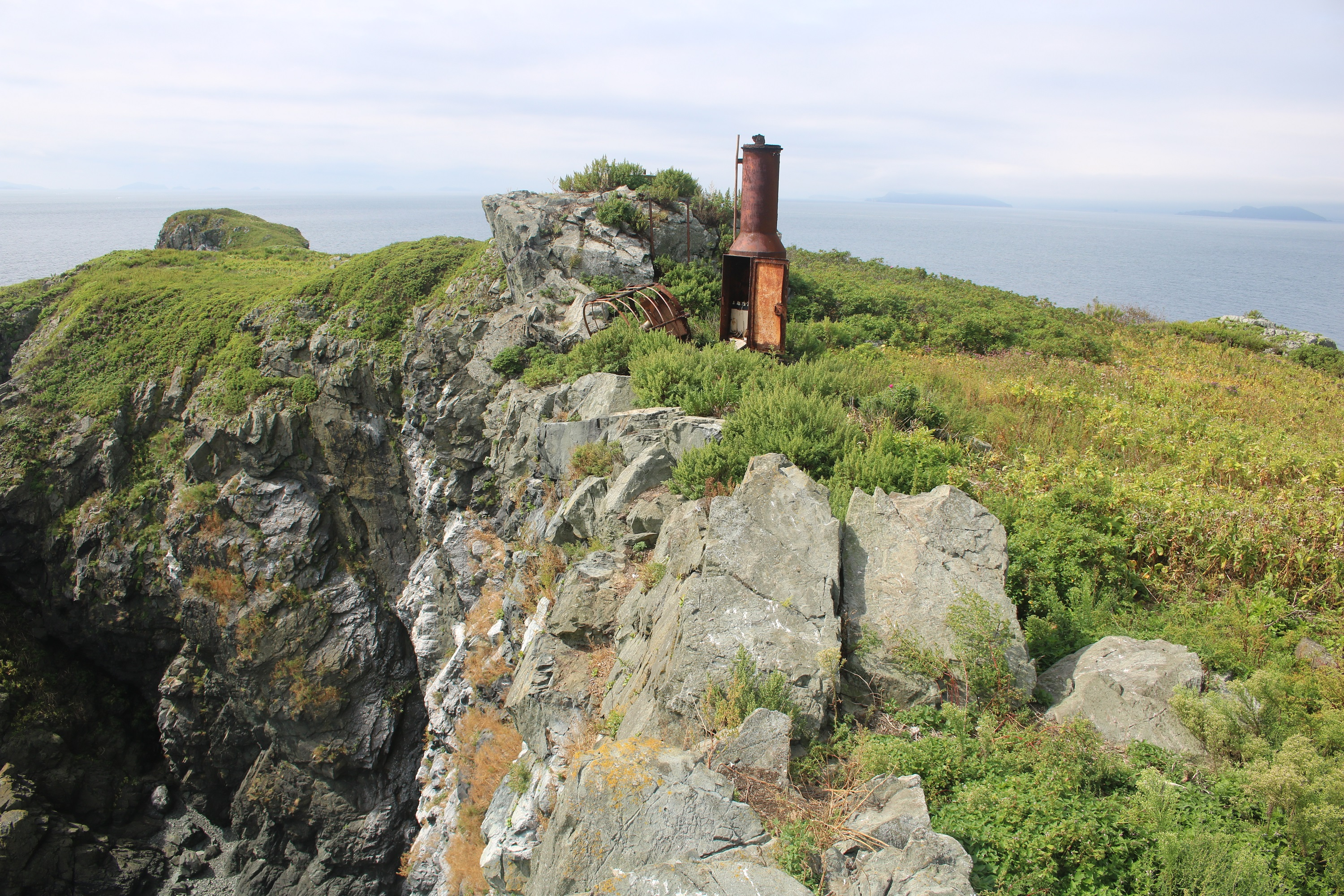
Разрушенный маяк вблизи высшей точки острова.

Остров вытянут с юго-запада на северо-восток на 470 м. Ширина до 120 м. Наивысшая точка острова достигает 32 м. Берега преимущественно скалистые, обрывистые, на юго-восточном побережье сильно изрезанные. Их общая протяжённость составляет 1,46 км. Пляжи из крупной гальки занимают незначительную протяжённость - 150 м, и расположены на северо-западном побережье. В 300 м от северо-восточной оконечности острова простирается риф с наименьшей глубиной 0,6 м. На южном побережье находится живописная пещера. На южной оконечности самого крупного пляжа имеется родник. На северной оконечности пляжей (на севере острова) имеются остатки капитального строения. В центре восточного побережья, у самой высокой точки острова, располагался маяк, уничтоженный тайфуном Майсак в 2020 г.
Растительность представлена кустарниками и луговыми сообществами.